# Paeonia suffruticosa

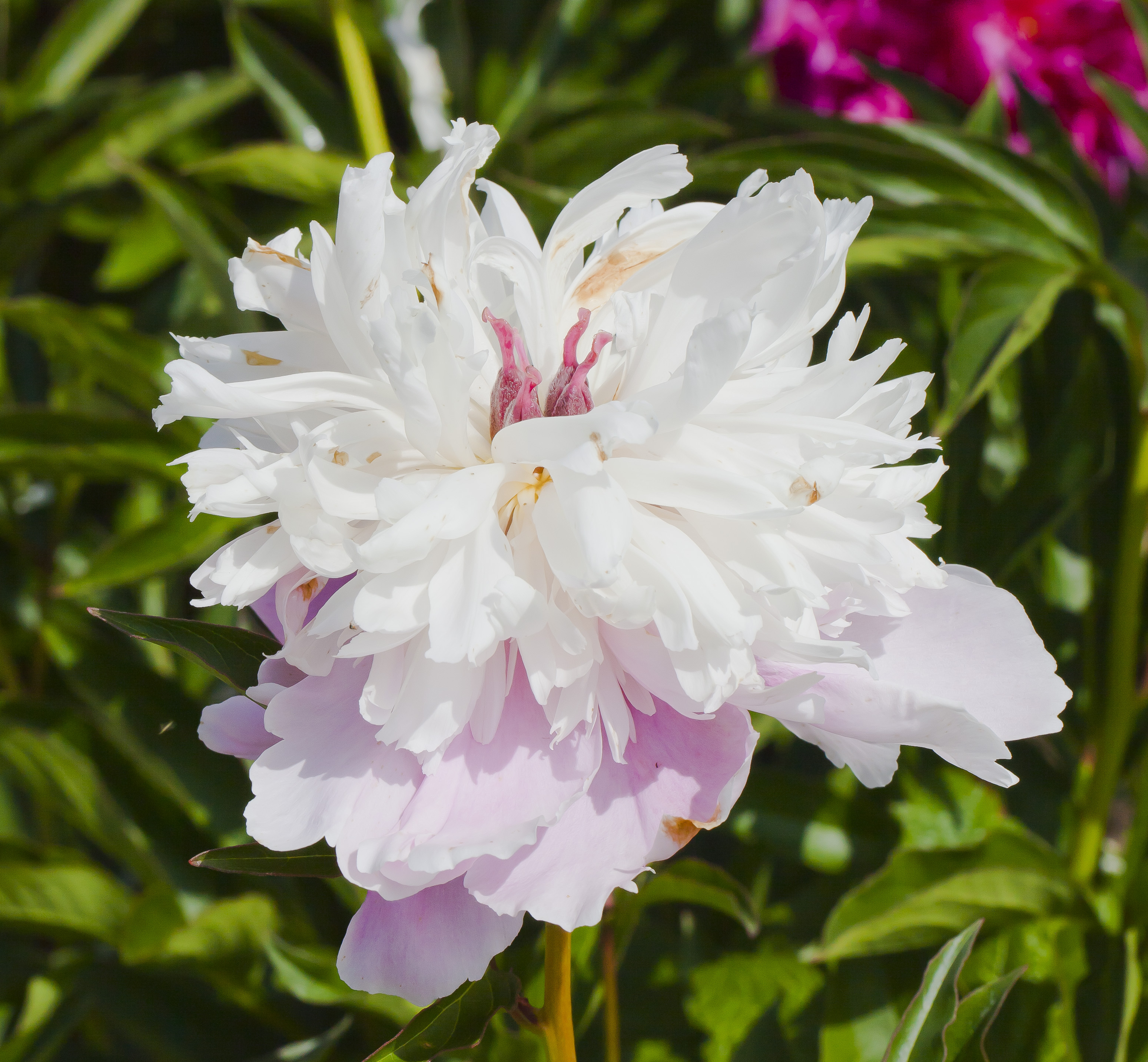
Ejemplar de color blanco.

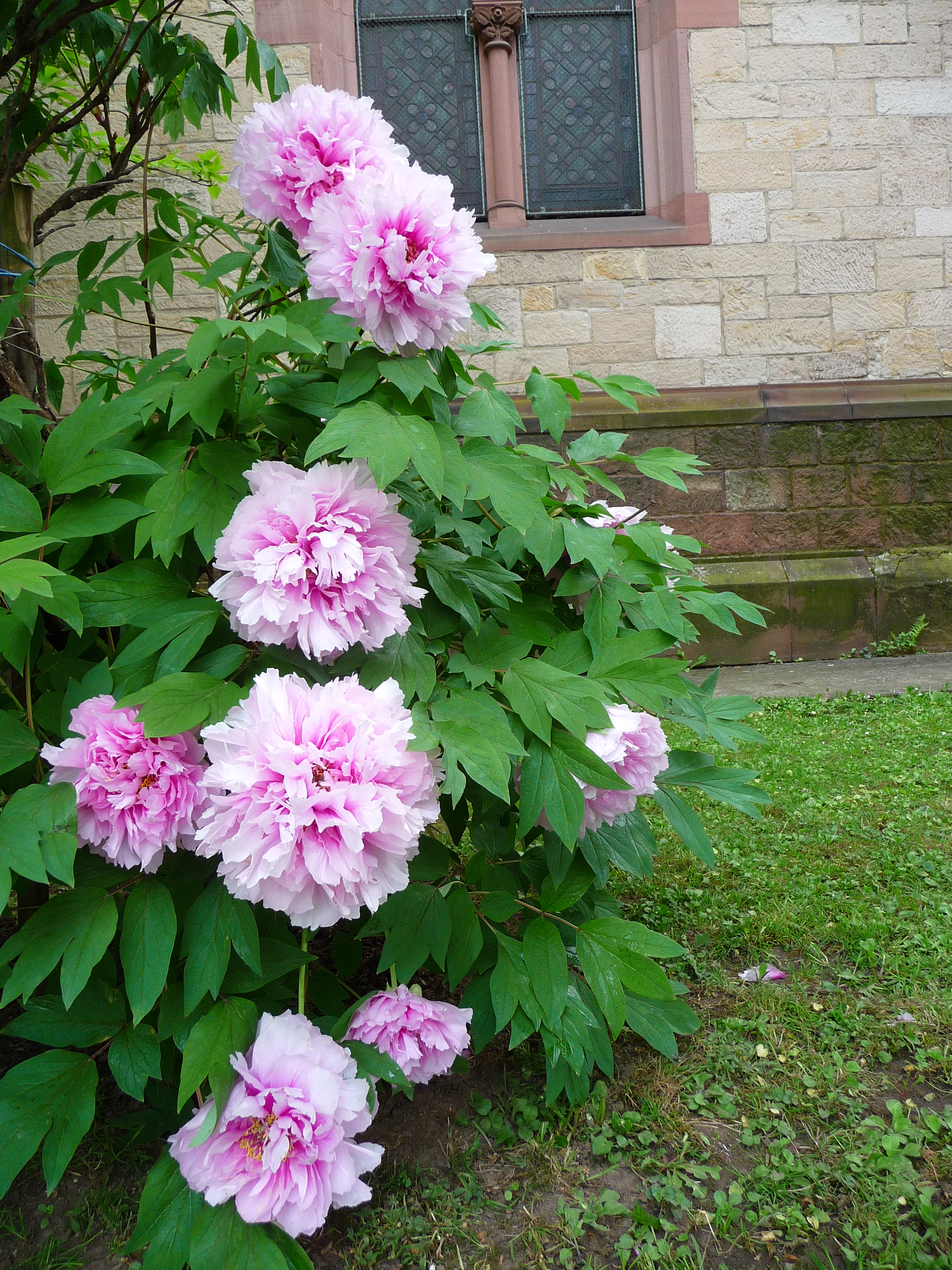
Vista de la planta

Paeonia suffruticosa es una especie de peonía nativa de China. Se le conoce como mǔdān (牡丹) en chino y es un símbolo importante en la cultura china. Fue descrita por primera vez y válidamente publicado por Henry Charles Andrews en 1804. La epidermis de sus raíces es usada en la medicina tradicional china, llamada "mudanpi" (牡丹皮).

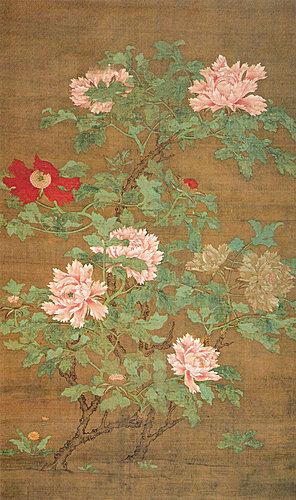
Peonia por Zhao Chang

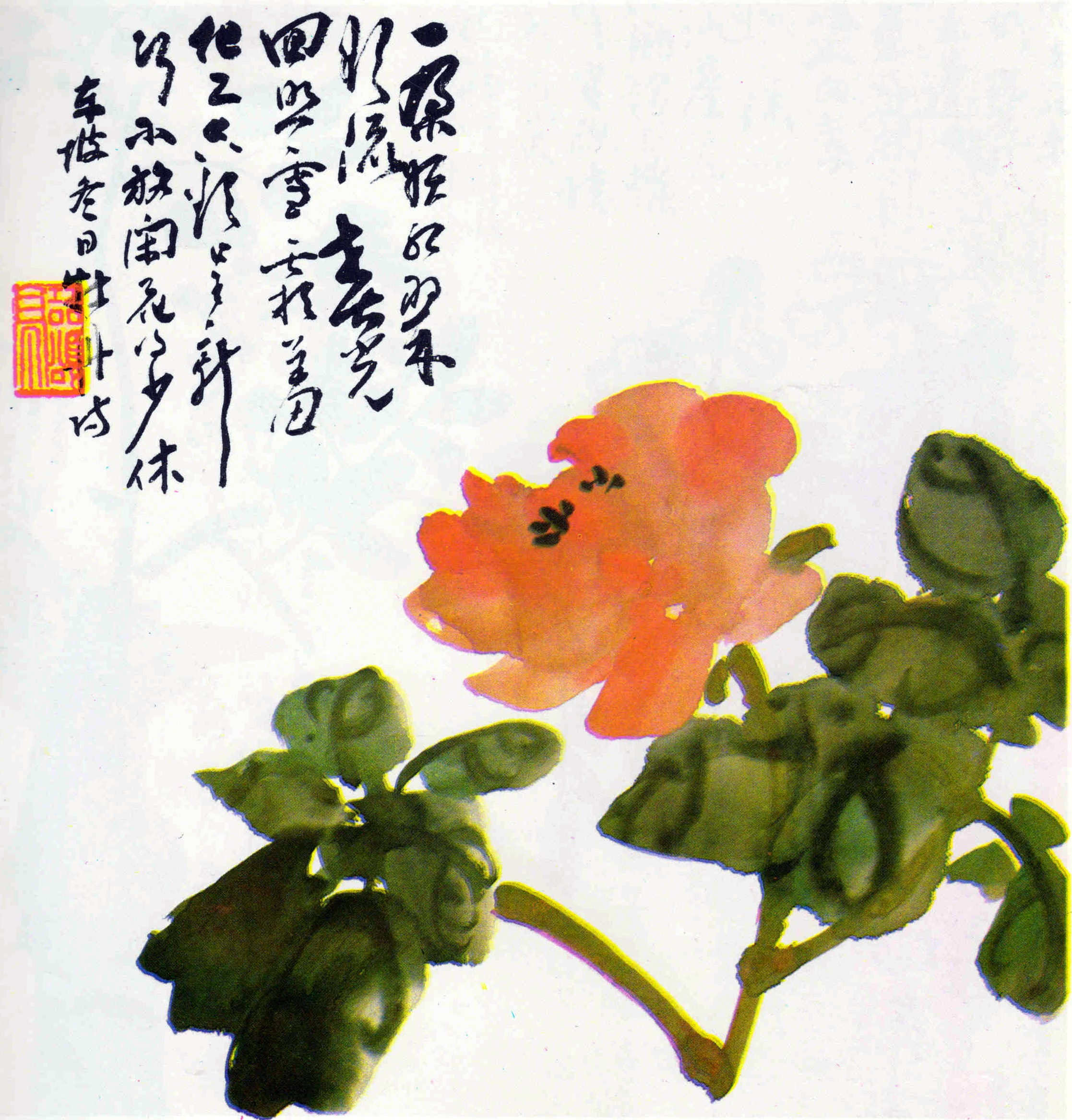
Mǔdān por Chen ShiZeng

## Cultivo
Candidatus Phytoplasma solani es el agente causal de la enfermedad de la madera de la vid negra, también está asociada con la enfermedad de Paeonia suffruticosa en China.
Química [ edit ]

## Propiedades
Paeonia suffruticosa contiene paeonol, galoil-paeoniflorina, galoil-oxipaeoniflorina, suffruticósido A, B, C, D y E.

## Importancia en la cultura china
Paeonia suffruticosa siempre ha tenido un lugar importante en la política y la cultura china. Durante la dinastía Qing (1644 -1911), el gobierno en 1903 nombró a Paeonia suffruticosa como la flor nacional de China.  Sin embargo, con los cambios políticos y otros factores, su título como la flor nacional fue sustituido más tarde. En 1929, al ciruelo se le concedió el título de la flor nacional por el gobierno de la época.
A pesar de su pérdida de la condición política, Paeonia suffruticosa mantiene el significado cultural. En China, en general se conoce como el "rey de las flores", honor que simboliza, la riqueza, y la aristocracia, así como el amor, el afecto y la belleza femenina.  La peonía árbol ha sido retratada con frecuencia en obras chinas significativas de la literatura y el arte.

## Taxonomía
Paeonia suffruticosa fue descrita por Henry Charles Andrews y publicado en Botanist's Repository, for new, and rare plants 6: pl. 373. 1804.
Etimología
Paeonia: nombre genérico en honor de Peón, el médico de los dioses que aparece mencionado en la Ilíada y en la Odisea de Homero. Curó a Ares cuando fue herido por Diomedes durante la guerra de Troya; también se menciona una curación anterior que le hizo a Hades de una flecha lanzada por Heracles en Pilos.
También en Plinio el Viejo, libro 25, X, 1, que la recomienda contra «las pesadillas provocadas por los Faunos.»

suffruticosa: epíteto latíno que significa "subarbusto".
Sinonimia
- Paeonia × arborea C.C.Gmel.
- Paeonia × chinensis Oken
- Paeonia × fruticosa Dum.Cours.
- Paeonia × moutan Sims
- Paeonia × papaveracea Andrews
- Paeonia × yunnanensis W.P.Fang[12]